# الدوري الكويتي 1986–87
أقيمت بطولة الدوري الكويتي السادسة والعشرون في موسم 1986/1987، وقد أقيمت البطولة بنظام الذهاب والإياب، وقد توج نادي كاظمة بطلا لهذه البطولة للمرة الثانية على التوالي والثانية في تاريخه.

## ترتيب الفرق
- 1- نادي كاظمة 23 نقطة
- 2- نادي العربي الكويتي 19 نقطة
- 3- نادي الكويت 19 نقطة
- 4- نادي القادسية الكويتي 15 نقطة
- 5- نادي الفحيحيل 12 نقطة
- 6- نادي السالمية 9 نقاط
- 7- نادي اليرموك 9 نقاط
- 8- نادي التضامن الكويتي 6 نقاط

## أرقام من البطولة
- أكثر الفرق تحقيقا للفوز هو نادي كاظمة بإحدى عشر فوزا.
- أقل الفرق تحقيقا للفوز هو نادي التضامن الكويتي بفوزين.
- أقل الفرق تعرضا للخسارة هو نادي كاظمة بخسارة واحدة.
- أكثر الفرق تعرضا للخسارة هو نادي التضامن الكويتي بعشرة هزائم.
- أكثر الفرق تعرضا للتعادل هو نادي الفحيحيل بأربعه تعادلات.
- أقل الفرق تعرضا للتعادل هم نادي كاظمة ونادي العربي الكويتي ونادي اليرموك.
- أكثر الفرق تسجيلا للأهداف هم نادي كاظمة ونادي العربي الكويتي ونادي الكويت بعشرين هدف.
- أقل الفرق تسجيلا للأهداف هو نادي التضامن الكويتي بتسعة أهداف.
- أقل الفرق تعرضا للأهداف هو نادي كاظمة بسبعة أهداف.
- أكثر الفرق تعرضا للأهداف هو نادي اليرموك ب22 هدف.